# Signalisation routière au Danemark

La signalisation routière à Copenhague.

Ceci est une liste de panneaux routiers au Danemark. 

## A: Panneaux de signalisation

Panneaux de signalisation
A11: Carrefour dangereux avec une route non prioritaire
A12.1: Routes secondaires dangereuses avec une route non prioritaire
A16: Rond-point devant
A17: Passage piéton
A18: Circulation bidirectionnelle
A19: Feu de signalisation
A20: Encombrement du trafic
A21: Cyclistes
A22: Enfants
A23: Cavaliers
A26: Animaux sauvages
A27: Animaux domestiques
A31: Route glissante
A33: Copeaux en vrac
A34: Chutes de pierres
A35: Épaule dangereuse
A36: Bosse
A37: Une surface irrégulière
A39: Travaux
A41.1: Courbe vers la droite
A41.2: Courbe vers la gauche
A42.1: Courbes multiples, première à droite
A42.2: Courbes multiples, première à gauche
A43.1: La route se rétrécit
A43.2: La route se rétrécit à gauche
A43.3: La route se rétrécit à droite
A44: Tunnel
A46.1: Dégradé vers le bas
A46.2: Dégradé ascendant
A71: Métro léger
A72: Passage à niveau sans barrières
A73: Passage à niveau avec portes
A74.1: Passage à niveau à voie unique
A74.2: Passage à niveau multivoie
A75: Distance au passage à niveau
A91: Pont-levis
A92: Quai
A95: Vents latéraux
A96: Avions
A97: Hélicoptères
A99: Autres dangers

## B: Panneaux de priorité

Panneaux de priorité
B11: Cédez le passage
B13: Arrêt
B15: Fusion de voies
B16: Route prioritaire
B17: Fin de la route prioritaire
B18: Priorité aux véhicules venant en sens inverse
B19: Priorité sur les véhicules venant en sens inverse

## C: Panneaux d'interdiction

Panneaux d'interdiction
C11.1: Interdiction de tourner à droite
C11.2: Interdiction de tourner à gauche
C12: Interdiction des demi-tours
C19: Entrée interdite
C21: Interdiction de tous les véhicules
C22.1: Interdiction des véhicules à moteur
C22.2: Interdiction des motos
C23.1: Interdiction des camions
C23.2: Interdiction des bus
C23.3: Interdiction des marchandises dangereuses
C24.1: Interdiction des tracteurs
C24.2: Interdiction des véhicules hippomobiles
C25.1: Interdiction des cyclistes
C25.2: Interdiction des cyclomoteurs
C26.1: Interdiction des cavaliers
C26.2: Interdiction des piétons
C31: Limitation de tonnage
C32: Limitation du tonnage des camions
C35: Limitation du tonnage par essieu
C36: Limitation du tonnage par essieu tandem
C41: Limitation de largeur
C42: Limitation de hauteur
C43: Limitation de longueur
C51: Interdiction de dépasser
C52: Pas de dépassement par les camions
C53: Fin du non-dépassement
C54: Fin du dépassement interdit par les camions
C55: Limite de vitesse maximale
C56: Fin de la limitation de vitesse maximale
C59: Fin de toutes les restrictions
C61: Interdiction de s'arrêter
C62: Interdiction de stationner
C92: Continuer sans arrêt interdit

## D: Panneaux obligatoires

Panneaux obligatoires
D11.1: Aller tout droit
D11.2: Tourne à gauche
D11.3: Tourne à droite
D11.4: Tournez à gauche devant
D11.5: Tournez à droite devant
D11.6: Allez tout droit ou tournez à gauche
D11.7: Allez tout droit ou tournez à droite
D11.8: Tourner à gauche ou à droite
D12: Rond-point devant
D15.2: Passer à gauche
D15.3: Passer à droite
D16: Passer de chaque côté
D21: Piste cyclable
D22: Passerelle
D23: Voie équestre
D55: Limite de vitesse minimum
D56: Fin de la limitation de vitesse minimale

## E: Panneaux d'information

Panneaux d'information
E17: Passage piéton
E18: Impasse
E18.1.1: Impasse avec poursuite de la piste cyclable
E18.1.2: Impasse avec poursuite de la piste cyclable à droite
E18.1.3: Impasse avec poursuite de la piste cyclable à gauche
E19: Sens unique
E21.1: Itinéraire recommandé pour les cyclistes
E21.2: Itinéraire recommandé aux piétons
E21.3: Itinéraire recommandé pour les cavaliers
E21.4: Itinéraire recommandé pour les cyclomoteurs
E22.1: Itinéraire recommandé pour les camions
E23: Consignes pour handicapés
E24: Consignes pour les malvoyants
E26.1: Passage supérieur pour piétons
E26.2: Passage souterrain pour piétons
E30: Arrêt de tramway
E31: Arrêt de bus
E33.1: Stationnement
E33.2: garage de stationnement
E34: Voie de dépannage
E39: Limite de vitesse consultative
E40: Fin de la limitation de vitesse conseillée
E42: Autoroute
E43: Route d'accès restreinte
E44: Fin d'autoroute
E45: Fin de la route d'accès restreint
E47: Boulevard des vélos
E48: Fin du boulevard des vélos
E49: Zone piétonne
E50: Fin de la zone piétonne
E51: Rue vivantes
E52: Des extrémités de rue vivantes
E53: Apaisement de la circulation
E55: Zone urbaine
E56: Fin de la zone urbaine
E68.4: Zone avec limitation de vitesse maximale
E69.4: Fin de la zone avec limitation de vitesse maximale
E80: Général limites de vitesse
E90: Caméra de contrôle de la circulation